# Jean-Philippe Fleurian
Jean-Philippe Fleurian (nacido el 11 de septiembre de 1965) es un tenista profesional francés. Su mejor ranking individual fue el N.º 37 alcanzado el 30 de abril de 1990.